# Alamak

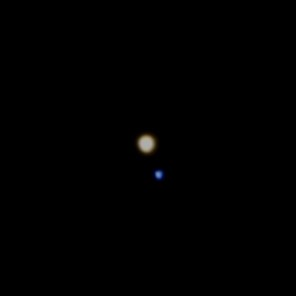
Alamak

Alamak (gamma Andromedae of γ Andromedae) is een dubbelster in het sterrenbeeld Andromeda.
De ster staat ook bekend als Almaak, Almach, Almak of Alamaach. Deze namen zijn afgeleid van het Arabisch woord al-canāq al-arđ̧ dat verwijst naar de caracal, een middelgrote katachtige. De ster was ook al bekend bij de Chinezen als 天大將軍 (de eerste ster van de Grote Hemelse Generaal).
De ster maakt deel uit van de Pleiadengroep. Alamak is een dubbelster, bestaande uit een goudgele reuzenster (γ1 Andromedae) uit de spectraalklasse K3IIb en schijnbare helderheid 2,26. De straal van deze ster is ongeveer tachtig maal groter dan de straal van onze Zon.
De andere ster is een veel zwakkere blauwgroene ster (γ2 Andromedae) op een afstand van 9,6 boogseconden en met schijnbare helderheid 4,84 . Later werd ontdekt dat γ2 Andromedae zelf bestaat uit een systeem van drie sterren die allen behoren tot het warmere gedeelte van de hoofdreeks met temperaturen rond 10.000 K.